# Kebnekaise fjällstation

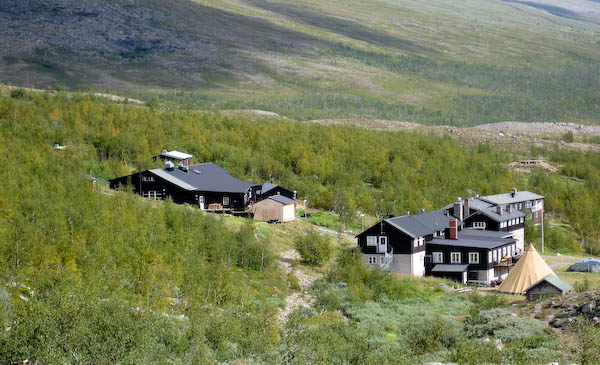
zomer

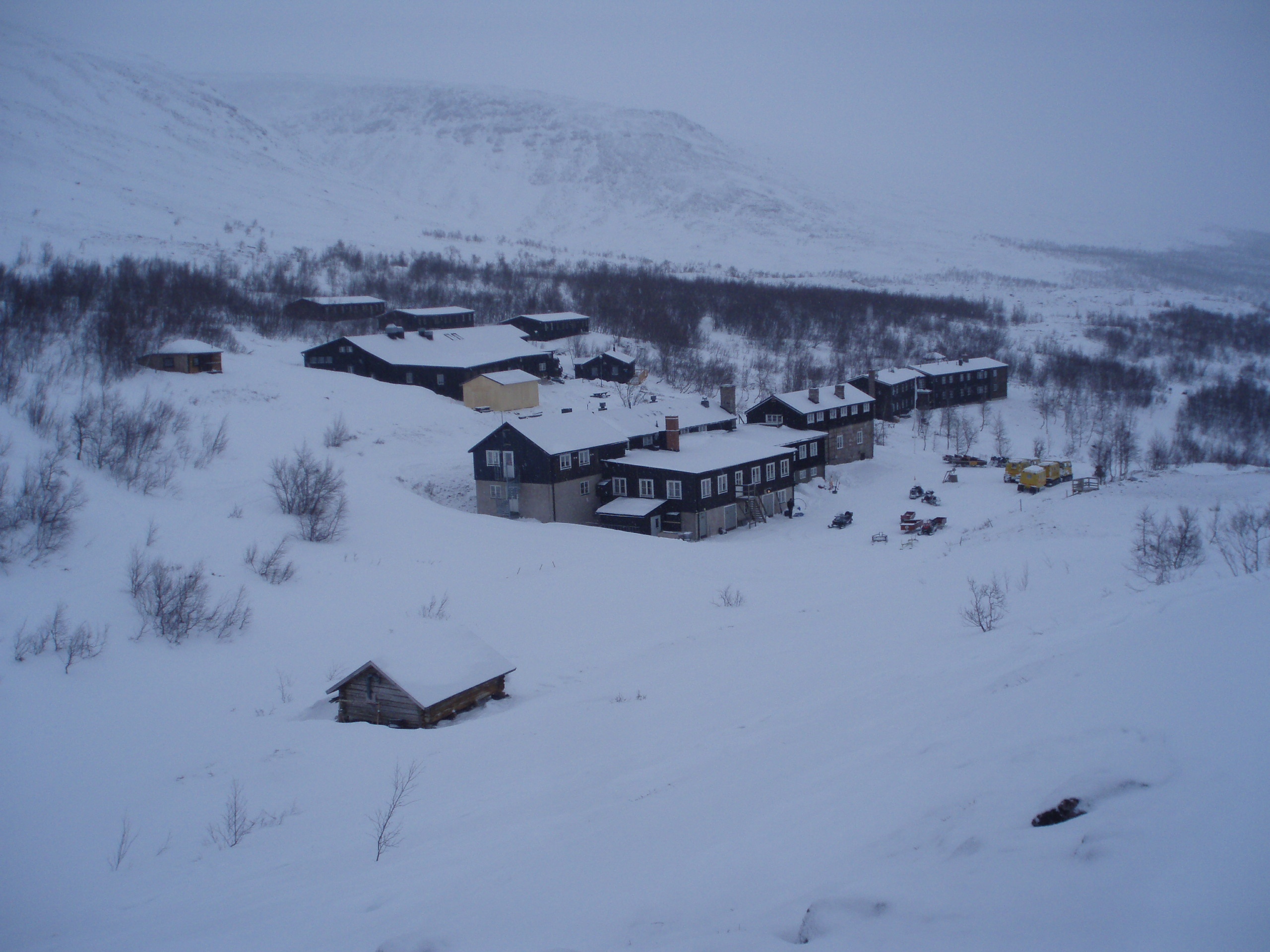
winter

Het Kebnekaise fjällstation, Nederlands: Kebnekaise bergstation, is een nederzetting op 960 meter hoogte, aan de voet van de hoogste berg van Zweden: de Kebnekaise. Er zijn onder andere een berghut met 220 bedden, een restaurant, winkel en een kiosk. De berghut wordt door het Zweedse toeristenbureau onderhouden en is in de winter ook open. Vanuit het fjällstation worden dagtrips naar de top van de berg georganiseerd.
Het ligt niet ver van Kungsleden af. De weg naar het Kebnekaise fjällstation houdt bij Nikkaluokta op en het is van daar nog ongeveer vier tot vijf uur lopen, maar het is ook mogelijk een groot gedeelte met de boot af te leggen. Er wordt in de winter aangeraden de afstand met ski's af te leggen.